# محطة سكة حديد متروبوليتان

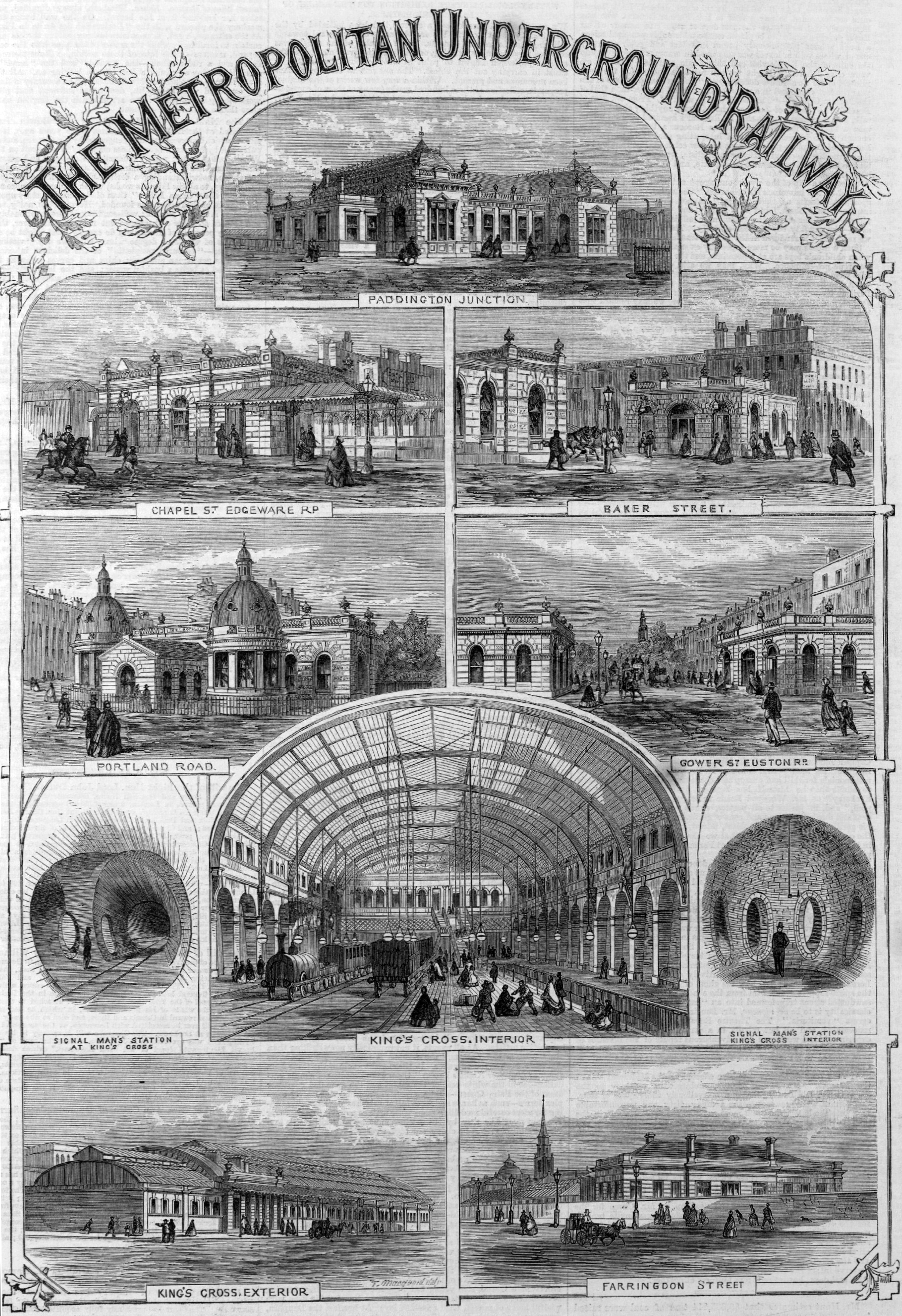

سكة حديد المتروبوليتان (بالإنجليزية: Metropolitan Railway)‏ كانت محطة لنقل الركاب والبضائع والتي خدمت لندن من عام 1863 وحتى عام 1933.